# 291855 Calabròcorrado
291855 Calabròcorrado è un asteroide della fascia principale. Scoperto nel 2006, presenta un'orbita caratterizzata da un semiasse maggiore pari a 2,3744772 au e da un'eccentricità di 0,2252564, inclinata di 1,23346° rispetto all'eclittica.